# 藍嘴鳳冠雉
藍嘴鳳冠雉（學名：Crax alberti）是哥倫比亞特有的一種鳳冠雉。牠們分佈哥倫比亞東部及南部，以馬格達萊納河為界。牠們棲息在亞熱帶或熱帶的低地潮濕森林。牠們受到失去棲息地的威脅。

## 外部連結
- BirdLife Species Factsheet （页面存档备份，存于）
- 藍嘴鳳冠雉的郵票 （页面存档备份，存于）
- 藍嘴鳳冠雉的相片 （页面存档备份，存于）